# Eberhard von Boremski
Eberhard von Boremski (Conow, 24 de setembro de 1919 — Hamburgo, 16 de dezembro de 1963) foi um oficial alemão que serviu durante a Segunda Guerra Mundial. Foi condecorado com a Cruz de Cavaleiro da Cruz de Ferro.

## Carreira
Nascido na cidade de Conow, Alemanha, no dia 24 de setembro de 1919, Eberhard von Boremski estava servindo como Unteroffizier junto ao II/JG 77 (Gruppe II da Jagdgeschwader 77) quando deu início da Segunda Guerra Mundial, em setembro de 1939, e com essa unidade participou dos primeiros combates sobre a Polônia.
Transferido para o 9./JG 3 (9.º Staffel da JG 3) em 1 de março de 1940, Boremski alcançou suas duas primeiras vitórias durante a Batalha da França, ao abater dois Potez 63 da Armée de L´Air em 13 de junho de 1940. Quando sua unidade foi enviada para o leste, a fim de tomar parte da invasão da União Soviética, em junho de 1941, ele já era um veterano com 120 missões de combate e quatro vitórias confirmadas.
Mas seria diante da mal treinada Força Aérea Soviética que ele rapidamente se estabeleceria como um dos principais ases de sua unidade. Em 3 de maio de 1942, o Oberfeldwebel von Boremski foi condecorado com a Cruz de Cavaleiro da Cruz de Ferro, após abater 43 aviões inimigos.
Seu 50.º inimigo foi abatido em 21 de maio de 1942 e, no verão daquele ano, quando já somava 74 vitórias confirmadas, Boremski foi enviado à escola de formação de oficiais. Após ser comissionado com o posto de Leutnant, ele foi designado para servir no Ergänzungs-Jagdgruppe Ost (Erg.Gr. Ost—Grupo de Reserva do Leste), onde atuou como instrutor.
Boremski retornaria à frente de combate no final de 1942, ocasião em que foi nomeado Staffelkapitän do 9./JG 3, com o qual permaneceria até março de 1943, quando foi apontado para o comando de uma unidade de caça germano-romena, abatendo seu 88.º inimigo em 25 de abril de 1943. No entanto, em 30 de maio de 1943, Boremski foi gravemente ferido em um pouso forçado quando seu Bf 109 teve uma falha no motor.
Após sua recuperação, em 7 de agosto de 1943, ele passou a atuar mais uma vez como instrutor junto ao Erg.Gr. Süd, sendo condecorado com a Cruz Germânica em 23 de agosto de 1943. Boremski foi nomeado Staffelkapitän do 12./JG 3 em 25 de fevereiro de 1944, agora atuando na Defesa do Reich, mas seria ferido em um acidente de voo algumas semanas mais tarde, em 11 de abril de 1944.
Uma vez recuperado dos ferimentos, o agora Hauptmann von Boremski foi apontado Gruppenkommandeur do III/EJG 1 (Gruppe III da Ergänzungs-Jagdgeschwader 1), o qual lideraria até o final da guerra, em maio de 1945. No últimos meses da guerra, ele derrubou 16 aviões soviéticos, alcançando sua 100.ª vitória em janeiro de 1945.
Quando da capitulação, em 8 de maio de 1945, Boremski conseguiu que sua unidade se entregasse para tropas americanas estacionadas na Tchecoslováquia. No entanto, alguns dias mais tarde, seus captores o entregaram para forças soviéticas, seguindo um acordo firmado entre as potências vencedoras. Como resultado, Boremski passaria os anos seguintes em um cativeiro soviético.
Após seu retorno à Alemanha, Boremski não voltou à ativa, seguindo carreira na iniciativa privada. Tendo efetuado 630 missões de combate, durante as quais alcançou 104 vitórias confirmadas (todas, à exceção de quatro, na frente russa), o Hauptmann Eberhard von Boremski faleceu em um acidente em Hamburgo, no dia 16 de dezembro de 1963, aos 44 anos de idade.

## Condecorações
| Cruz de Ferro 2ª Classe                              |
| Cruz de Ferro 1ª Classe                              |
| Cruz de Cavaleiro da Cruz de Ferro 3 de maio de 1942 |